# Тищенко Микола Іванович
Микола Іванович Тищенко (рос. Николай Иванович Тищенко; 10 грудня 1926, Саловка, Воронезька губернія (нині у складі смт Ольховатка, Воронезька область) — 10 травня 1981, Москва) — радянський футболіст. Захисник, усю професіональну кар'єру провів у «Спартаку» (Москва). Триразовий чемпіон СРСР, олімпійський чемпіон 1956, заслужений майстер спорту СРСР (1957). Провів 12 ігор за збірну СРСР. Орден «Знак Пошани» (1957).

## Життєпис
Почав грати 1942 року в Любліно в команді залізничного технікуму, згодом виступав за армійські колективи і «Локомотив» (Любліно).
З 1951 року — в московському «Спартаку». За 8 сезонів у складі клубу (1951—1958) тричі ставав чемпіоном країни, двічі — віце-чемпіоном і один раз здобував «бронзу». Також грав у чемпіонському для «Спартака» сезоні 1958, але медалі не отримав, оскільки провів менше, ніж 50 % поєдинків.
Невисокий і потужний гравець, відзначався швидкістю і хорошим ривком. Був відважним і вимогливим на полі, партнери виділяли його бійцівський характер.
Відомим став випадок у півфіналі Олімпіади-1956 під час гри СРСР—Болгарія — під кінець основного часу рахунок залишався 0:0, а в одному з епізодів Тищенко невдало впав і зламав ключицю. Оскільки заміни тоді були недозволені, футболіст вмовив лікаря накласти пов'язку і з важкою травмою провів увесь додатковий час, взявши участь в обидвох результативних комбінаціях своєї команди — 2:1.
Тренер СДЮШОР «Спартак» (Москва): 1960—1964, 1966—1981. Старший тренер «Спартака-клубна» у 1963—1964 роках. В сезоні 1965 був одним з тренерів головної команди «Спартака» (Москва).
Помер у Москві 10 травня 1981 року. Після смерті видатного футболіста було організовано традиційний дитячий турнір пам'яті Миколи Тищенка.

## Титули та досягнення
- Чемпіон СРСР: 1952, 1953 і 1956
- чемпіон Спартакіади народів СРСР: 1956
- Олімпійський чемпіон: 1956
- у списку 33 найкращих: 1 раз (1956, під № 1)